# Deutscher Soldatenfriedhof Menen

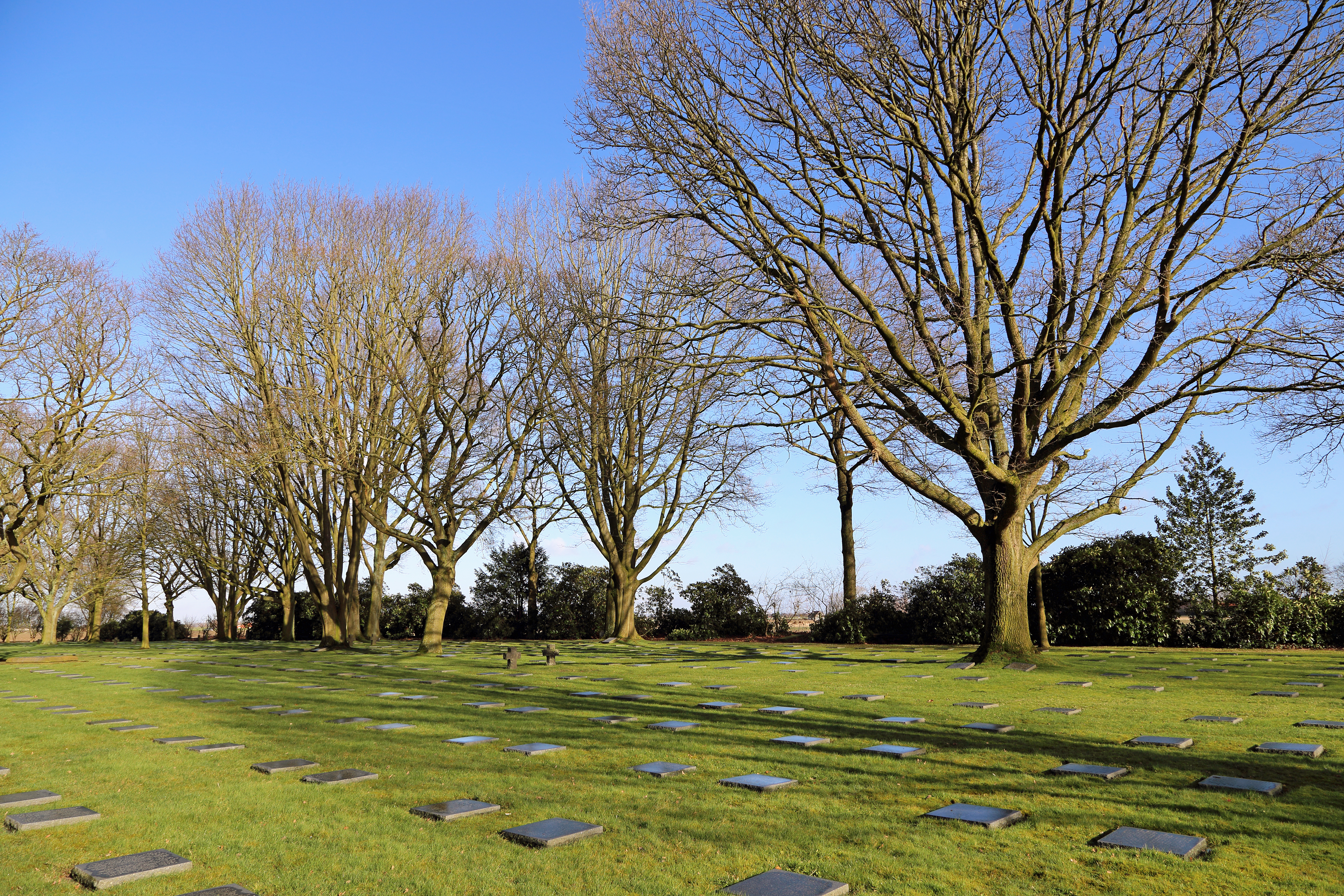
Blick über einen Teil des deutschen Soldatenfriedhofs Menen

Der deutsche Soldatenfriedhof Menen ist mit ca. 48.000 Gräbern der größte Ehrenfriedhof seiner Art in Belgien. Er ist die Ruhestätte deutscher Soldaten des Ersten Weltkriegs, die dort vor allem in den Schlachten um Ypern (Erste, Zweite und Dritte Flandernschlacht, Schlacht von Messines) fielen. Der Friedhof wurde 1917 von der deutschen Truppe nach den Kämpfen um Menen angelegt. Nach Kriegsende waren hier erst 6.340 Gefallene bestattet.

## Geschichte
Während des Ersten Weltkrieges war Menen von Oktober 1914 bis Mitte 1918 von deutschen Truppen besetzt. Aufgrund ihrer geografischen Lage war die Stadt nur einen „Katzensprung“ von der Westfront entfernt. Dort wurden Lazarette und Krankenhäuser betrieben. Bis 1917 wurden die Toten auf dem städtischen Friedhof (hinter dem Bahnhof) begraben. Doch im Laufe des Jahres 1917, vor allem wegen der Dritte Flandernschlacht, begann man an der Groenestraat, an der Grenze Menen–Wevelgem, mit der Gründung eines neuen Friedhofs, dem „Ehrenfriedhof Meenen Wald Nr. 62“. Die Bezeichnung „Wald“ weist auf einen angrenzenden Wald hin. Am Ende des Ersten Weltkriegs gab es an dieser Stelle 6.360 deutsche Soldatengräber.
Nach und während des Krieges war die Pflege des Friedhofs einer deutschen Behörde zugewiesen, dem „Zentralnachweisamt für Kriegerverluste und Kriegergräber“ in Berlin. Als Ergebnis eines Übereinkommens zwischen der belgischen und der deutschen Regierung wurden die deutschen Friedhöfe dem „Amtlichen Gräberdienst für Deutsche in Belgien“ zugewiesen, die mit der Pflege ab 1925 das belgische Rote Kreuz beauftragte. Der Architekt der Anlage war Robert Tischler. 
1954 vereinbarte man, die zahlreichen, infolge des Kriegsverlaufs verstreuten kleinen deutschen Soldatenfriedhöfe zusammenzulegen. Entsprechend wurden zwischen 1956 und 1958 die deutschen Gefallenen der noch bestehenden 128 Friedhöfe auf nunmehr vier deutschen Soldatenfriedhöfe in Flandern zusammengeführt: Langemark, Vladslo, Hooglede und Menen. Der Volksbund Deutsche Kriegsgräberfürsorge gibt die Anzahl der aufgelassenen und damit aufgegebenen Friedhöfe für den Soldatenfriedhof Menen mit 49 an. Die gefallenen Toten dieser 49 – bzw. nach anderer Zählung 53 – Friedhöfe des Südens von Flandern wurden nach Menen verbracht und machten den Ehrenfriedhof mit 47.864 Gefallenen zum größten deutschen Soldatenfriedhof des Ersten Weltkrieges. Alle gefallenen deutschen Soldaten des Ersten Weltkriegs fanden ihre letzte Ruhestätte auf dem „Ehrenfriedhof Meenen Wald Nr 62“ und wurden unter der Gruppe ‚M‘ gruppiert. Die sterblichen Überreste der deutschen Kriegstoten vom Stadtfriedhof wurden im Bereich des Buchstabens ‚H‘ platziert. 
Jan Vancoillie beziffert die Gesamtzahl der Friedhöfe und Grabstätten, von denen Tote nach dem Soldatenfriedhof Menen umgebettet wurden, auf 232. Er gibt als Zahl der Toten 48.049 deutsche Soldaten an; die an der Wand des Eingangsgebäudes angegebene Zahl von 47.864 Zahl von Toten sei falsch. Im Vergleich mit anderen ähnlichen Friedhöfen gebe es in diesem Ort fast keine unbekannten Soldaten, das heißt fast jeder der in Menen–Wevelgem begrabenen Soldaten wurde zuvor identifiziert.
Im Jahr 1991 wurden alle Grabsteine erneuert. Die Anlage wird vom Volksbund Deutsche Kriegsgräberfürsorge gepflegt. Die Patenschaft für den Ehrenfriedhof Menen hat das Land Nordrhein-Westfalen übernommen.

## Beschreibung
Die parkartige Anlage liegt etwa drei Kilometer nordöstlich des Stadtzentrums von Menen, nahe der Straße nach Wevelgem. Man betritt die Ruhestätte durch einen kleinen Eingangsbau, in dem das Verzeichnis aller Gefallenen und ein Besucherbuch ausliegen, in dem man Impressionen oder auch nur den Namen niederschreiben kann. Der Weg führt dann weiter auf eine zentral liegende, kleine Kapelle mit einem oktogonalen Grundriss. Das Innere ist mit aufwendigen Mosaiken von dem Münchner Künstler Franz Grau gestaltet, die biblische Motive darstellen. In zwei Schreinen liegt jeweils ein Pergamentbuch, in welchem die Namen der hier Ruhenden verzeichnet sind. Um die Kapelle herum sind die Namen der aufgegebenen deutschen Soldatenfriedhöfe verzeichnet, deren Tote nach Menen überführt wurden. Das Grabfeld selbst ist mit Rasen bewachsen und wirkt mit seinem hohen Baumbestand wie eine weitläufige Parkanlage. Die strenge Geometrie der in Reihe liegenden Grabsteine aus belgischem Granit wird von einer zuweilen in die Fläche gestreuten Gruppe aus Sandsteinkreuzen aufgelöst.

## Namen der Friedhöfe
Für die wichtigsten Friedhöfe stehen acht Steinplatten, die um die Kapelle angeordnet sind. Jan Vancoillie hat in einer wissenschaftlichen Arbeit die folgenden ehemaligen und noch bestehenden Friedhöfe aufgelistet und behandelt.
| - Ehrenfriedhof Nr. 4 Bergmolen (Rumbeke) - Ehrenfriedhof Nr. 27 Beveren - Ehrenfriedhof Nr. 29 De Ruiter (Roeselare) - Ehrenfriedhof Nr. 44 St. Pieter (Ledegem) - Ehrenfriedhof Nr. 45 Ledegem - Ehrenfriedhof Nr. 46 Klephoek (Dadizele) - Ehrenfriedhof Nr. 49 Terhand (Geluwe) - Ehrenfriedhof Nr. 51 In de Ster (Beselare) - Ehrenfriedhof Nr. 52 Hollebos (Beselare) - Ehrenfriedhof Nr. 54/55 Molenhoek (Beselare) - Ehrenfriedhof Nr. 56 Kirche (Beselare) | - Ehrenfriedhof Nr. 57 Nachtegaal (Wervik) - Ehrenfriedhof Nr. 58 Koelberg II (Geluwe) - Ehrenfriedhof Nr. 59 Koelberg I (Geluwe) - Ehrenfriedhof Nr. 60 Mühle (Geluwe) - Ehrenfriedhof Nr. 64 Amerika (Wervik) - Ehrenfriedhof Nr. 65 Wervik-Nord - Ehrenfriedhof Nr. 68 Komen - Ehrenfriedhof Nr. 70 Zuckerfabrik (Waasten) - Ehrenfriedhof Nr. 80 Kruiseke (Wervik) - Ehrenfriedhof Nr. 87 Houthem - Ehrenfriedhof Nr. 97 Oosttaverne (Wijtschate) | - Ehrenfriedhof Nr. 100 Zwaanhoek (Beselare) - Ehrenfriedhof Nr. 102 Broodseinde (Zonnebeke) - Ehrenfriedhof Nr. 103/103bis Broodseinde (Zonnebeke) - Ehrenfriedhof Nr. 108 Anzegem - Ehrenfriedhof Nr. 109 Kortewilde (Houthem) - Ehrenfriedhof Nr. 111 Poelkapelle II - Ehrenfriedhof Nr. 113 Poelkapelle IV - Ehrenfriedhof Nr. 124 Poelkapelle Dorf - Ehrenfriedhof Nr. 139 Pierkenshoek (Klerken) - Ehrenfriedhof Nr. 143 Houthulsterwald (Houthulst) - Ehrenfriedhof Nr. 168 Bergmolen (Ardooie) | - Ehrenfriedhof Nr. 173 Keerselarehoek (Passendale) - Ehrenfriedhof Nr. 175 Kortrijk - Ehrenfriedhof Nr. 176 Sint-Eloois-Winkel - Ehrenfriedhof Nr. 177 Gullegem - Ehrenfriedhof Nr. 178 Heule - Ehrenfriedhof Nr. 179 Marke - Ehrenfriedhof Nr. 180 Lauwe - Ehrenfriedhof Nr. 183 Donegalfarm (Dranouter) - Ehrenfriedhof Nr. 185 Ten Brielen (Wervik) - Ehrenfriedhof Nr. 219/226 Drei Häuser (Hollebeke) - Ehrenfriedhof Nr. 232 Kasteelhoek (Hollebeke) |

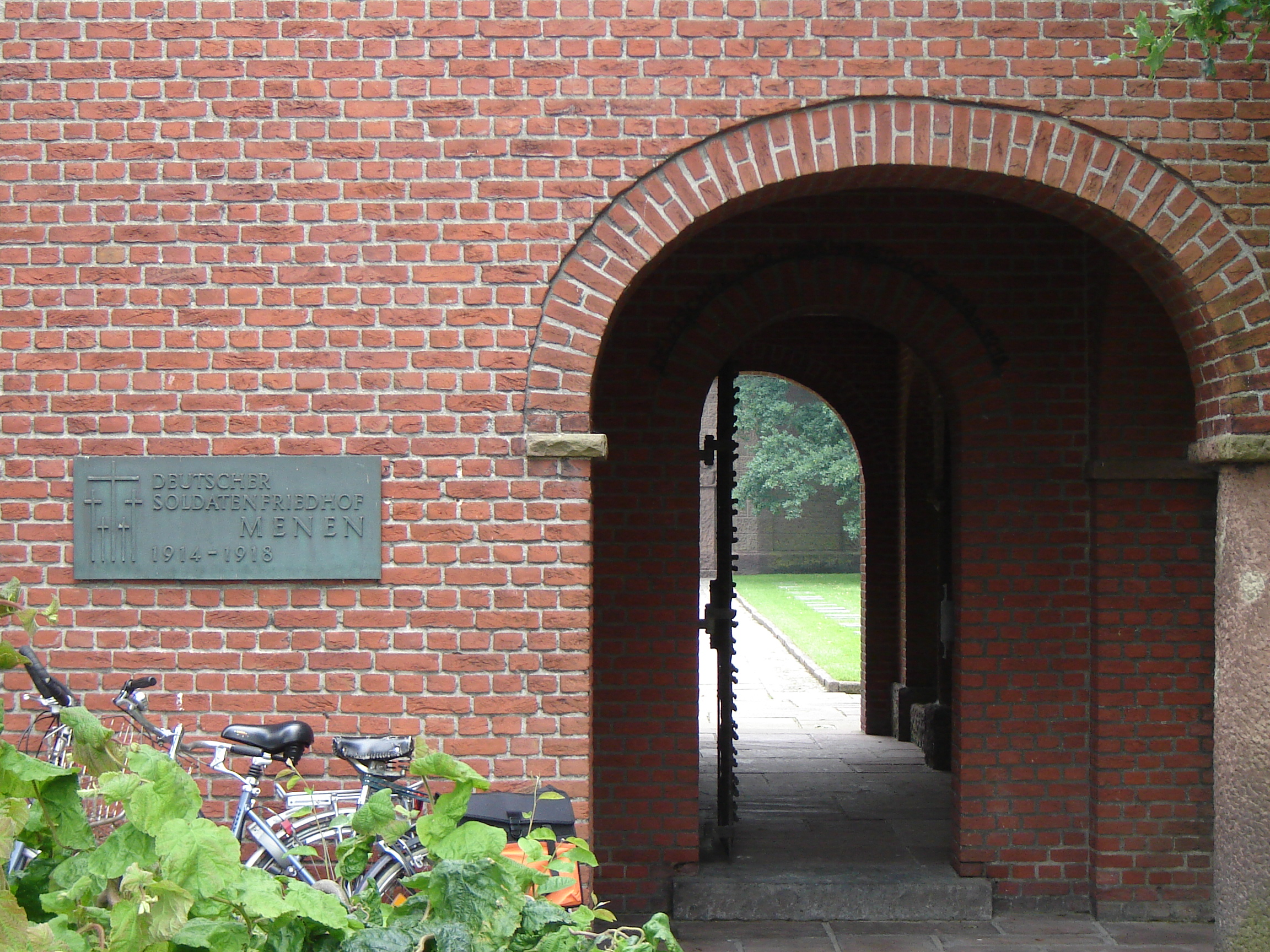
Toreingang
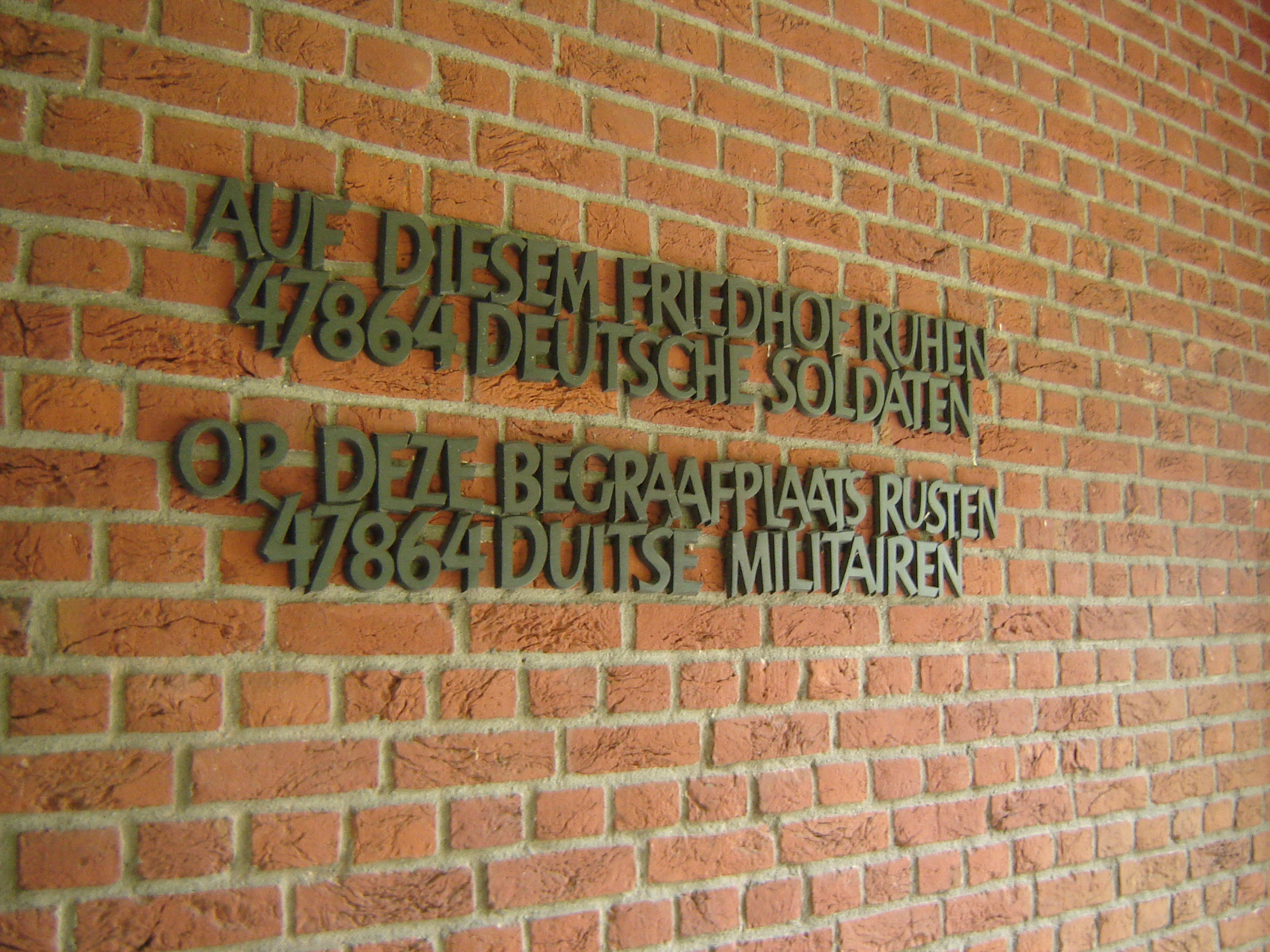
Aufschrift am Eingang
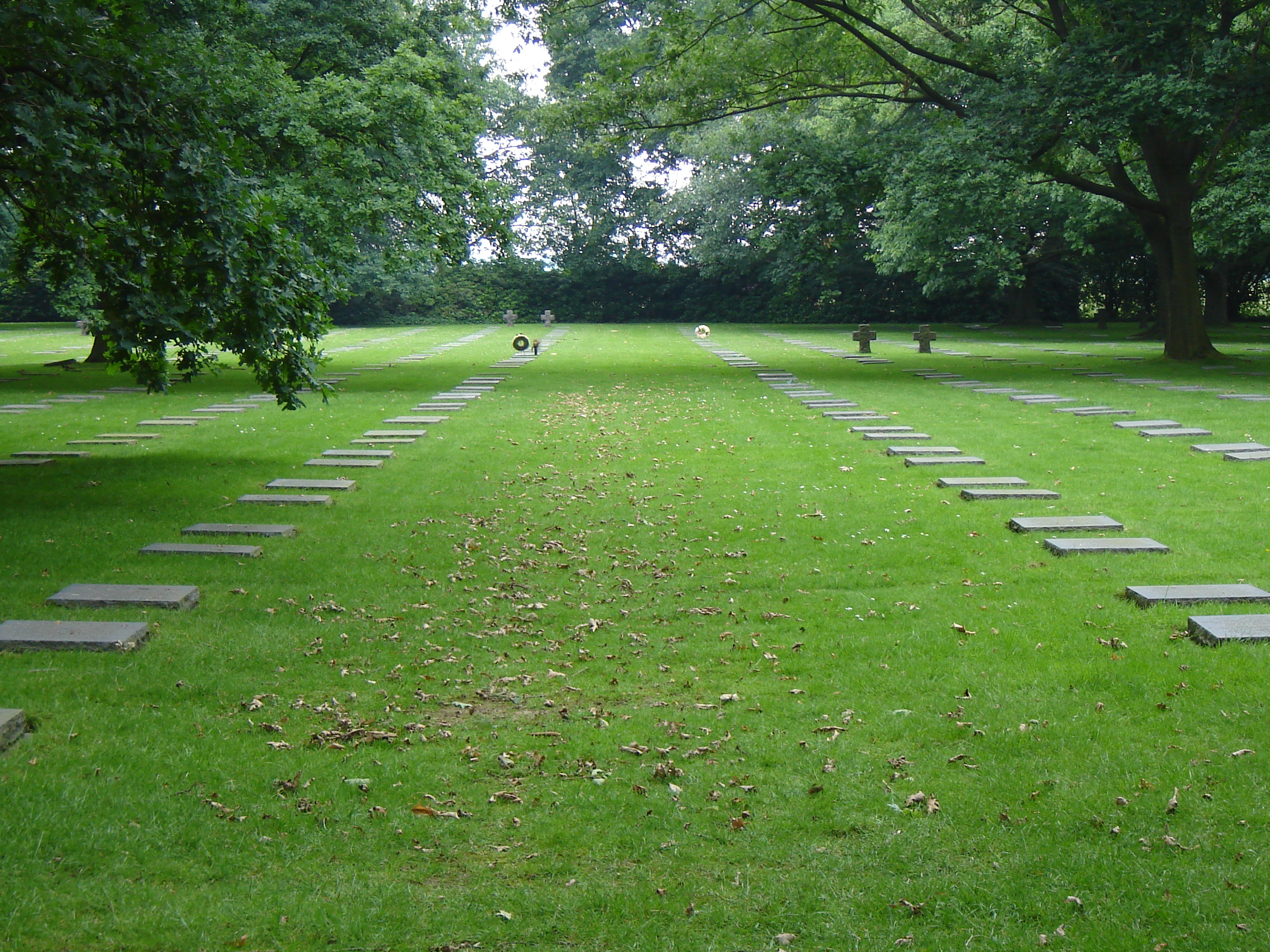
Ehrenfriedhof mit liegenden Grabsteinen
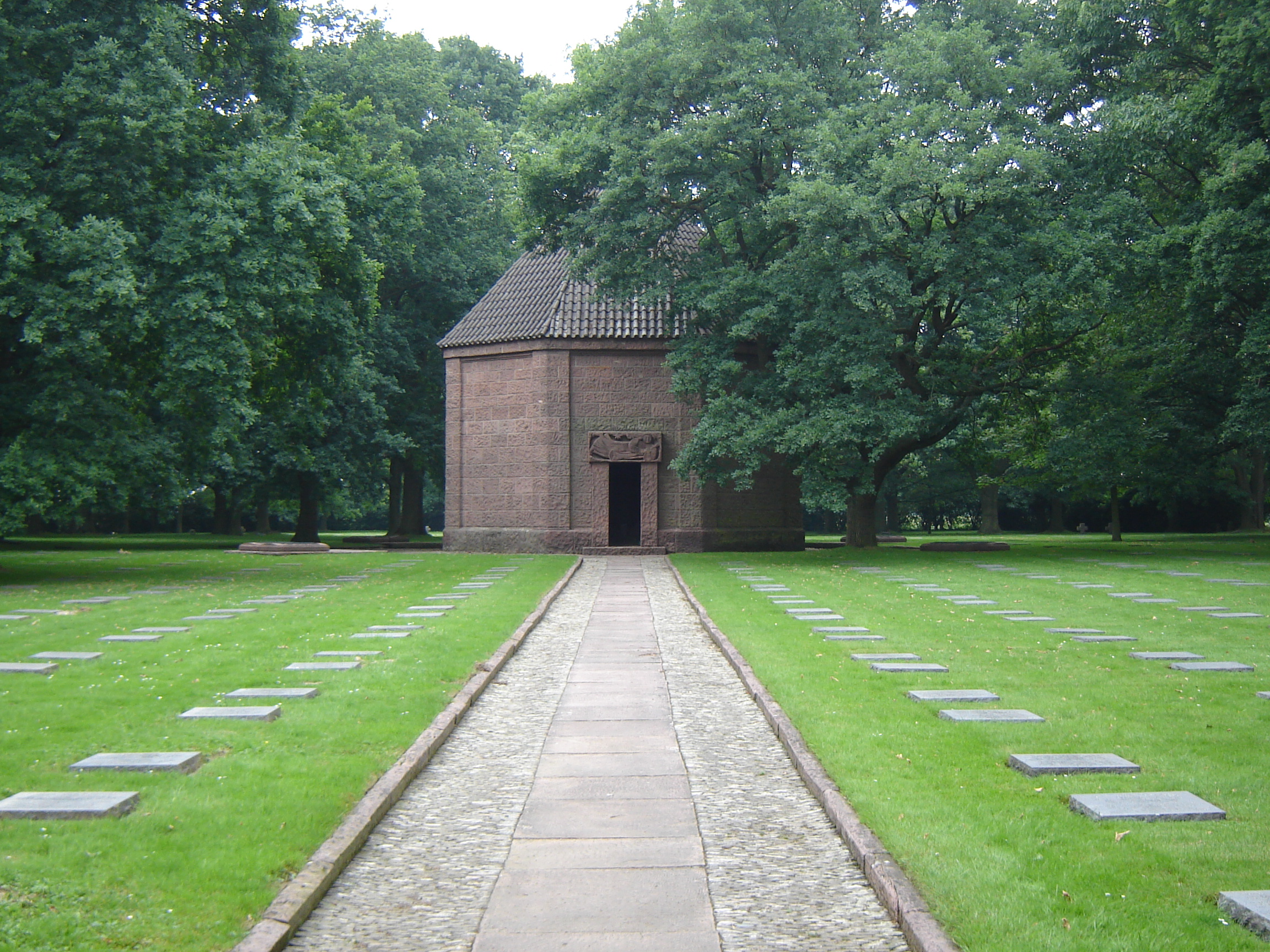
Mausoleum in Form eines Oktagons
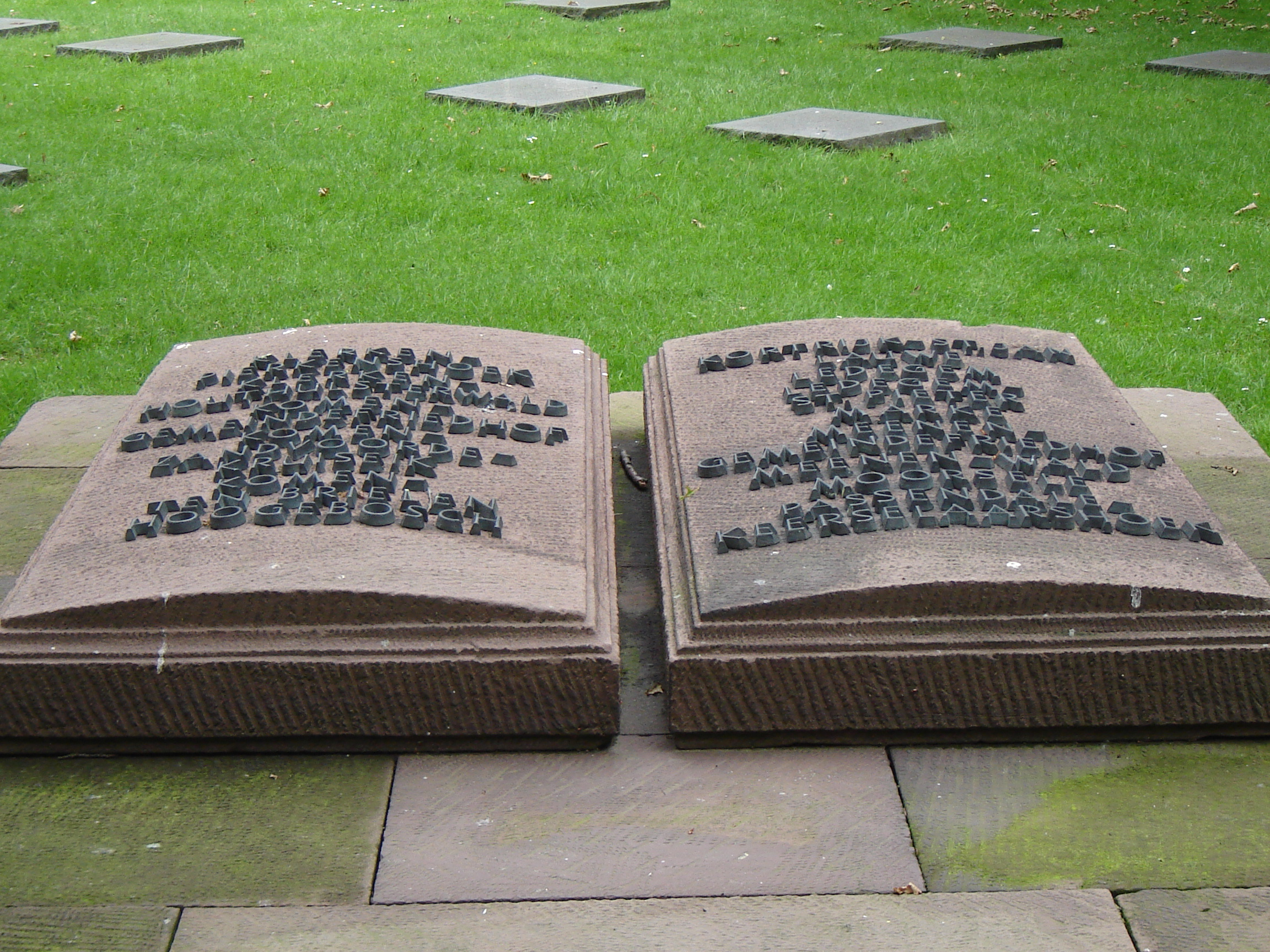
Denkmal für die aufgelassenen deutschen Soldatenfriedhöfe